# Woodsome Hall
Woodsome Hall est une maison de campagne du XVIe siècle située dans la paroisse d'Almondbury près de Huddersfield, dans le West Yorkshire, en Angleterre. C'est maintenant le pavillon du Woodsome Hall Golf Club et un bâtiment classé Grade I.
Construit à l'époque élisabéthaine en tant que manoir, Woodsome évolue par étapes en possession de plusieurs générations de la famille Kaye. Le manoir principal est construit sur deux étages avec des ailes en saillie à pignon vers l'avant et un porche à pignon sur deux étages. À l'arrière de chaque extrémité se trouvent des extensions en forme de L formant une cour avec une fontaine.

## Histoire
Le domaine de Woodsome appartient au XIIIe siècle aux de Notton, puis il passe à la famille Tyas, qui y vit jusqu'en 1370. Il est ensuite concédé à Sir William Finchenden, responsable des motifs de pinsons qui ornent le bâtiment, avant d'entrer en possession de la famille Kaye, qui occupe la propriété de 1378 à 1726.
Sir John Kaye est créé baronnet en 1642 et la maison est transmise à Arthur Kaye (3e baronnet) décédé sans héritier mâle en 1726, la baronnie s'étant ainsi éteinte. Sa fille unique Elizabeth épouse George Legge, vicomte Lewisham, l'héritier du 1er comte de Dartmouth. Malheureusement, le vicomte Legge meurt peu après en 1732, pour être remplacé à son tour par son fils aîné, William Legge (2e comte de Dartmouth). Les sièges principaux des comtes de Dartmouth sont ailleurs et ainsi Woodsome devient une retraite de campagne et une maison de douaire.
Les derniers membres de la famille Legge à vivre à Woodsome sont Frances, Georgiana et Elizabeth Legge, filles du 5e comte de Dartmouth, qui la quittent en 1910. En 1911, le domaine est loué au Woodsome Hall Golf Club, qui achète la propriété et l'occupe depuis.